# Guineu pàl·lida
La guineu pàl·lida (Vulpes pallida) és una espècie de guineu que viu en zones àrides i semiàrides del Sàhara i Sahel africà des del Senegal al Sudan. Està estesa a tot el Sahel però manquen dades científiques sobre l'espècie. Té el cos llarg amb les potes relativament curtes i el morro estret. Les orelles són llargues i arrodonides a la punta. La cua és espessa i amb taques negres. La part del dors del cos és de color pàl·lid de la sorra i al part de sota és més blanquinosa. Un anell fosc li envolta els ulls.